# Trieces horisme
Trieces horisme är en stekelart som beskrevs av Ian D. Gauld och Sithole 2002. Trieces horisme ingår i släktet Trieces och familjen brokparasitsteklar. Inga underarter finns listade i Catalogue of Life.